# Тахограф
Тахограф је мјерни инструмент који примарно служи за аутоматско записивање брзине и пређеног пута возила, као и врсте и трајања активности возача. Модерни тахографи тако мјере вријеме вожње (док је возило у покрету) за сваког возача, као и вријеме паузе и одмора. Главни разлог за кориштење овог инструмента је регулисање времена које возач проводи у вожњи код превозних средстава као што су аутобуси и камиони, како би се избјегле несреће које настају умором возача.
Систем тахографа се састоји од јединице за запис, главе тахографа (писаљке) и јединице за слање. Глава тахографа може бити аналогног или дигиталног типа. Код аналогних тахографа јединица за запис је у виду воском обложеног папира у облику диска на који писаљка стално биљежи податке, док су код дигиталних тахографа дигиталне картице које имају микрочип са флеш меморијом. Картице чувају податке у виду  датотека и они се могу очитати у софтверу за анализу тахографа.
Возачи су законом обавезани да исправно биљеже своје активности и да чувају записе које у случају контроле треба да предају одговарајућим органима власти.

## Историја тахографа
Први тахографи су се почели користити у жељезничком саобраћају како би компаније лакше откривале нерегуларности. Такав тахограф је осмислио Макс Марија фон Вебер, инжењер, радник у администрацији и писац. Око 1920. швајцарска компанија Хаслер је увела нове тахографе.
Кориштење тахографа код камиона са укупном тежином преко 7,5 тона и за превозна средства са више од 9 сједишта која се користе у комерцијалне сврхе је постало обавезно у земљама западне Европе почиње 1968 године. Касније је обавеза проширена и на возила масе преко 3.5 тоне
У Европској унији за те врсте возила посједовање тахографа је званично постало обавезно правилом донесеним 1985.

## Аналогни тахографи
Аналогни тахографи податке о радним активностима, брзини и пређеним километрима биљеже на тахолистиће — папире обложене воском који су кружног облика и стављају се у тахограф у возилу. Податке на листић биљежи писаљка. Листићи се ротирају при чему једна потпуна ротација представља период од 24 часа. То је и период после кога треба ставити нови листић јер ће у супротном нови траг писаљке прелазити преко старог што ће умногоме отежати очитавање података са тахографа. Кршење таквог правила је кажњиво законом, али већина аналогних тахографа не обавјештава аутоматски возача да треба да замјени листић. Очитавање података је визуелно, а могуће је и компјутерско анализирање које најчешће врше стручњаци. Мана ових тахографа, поред сталне потребе за мијењањем листића је и често погрешно тумачење трагова прашине и огреботина насталих погрешним руковањем као трагова писаљке.
Аналогни тахографи су већином прављени до 1. маја 2006. Од тога датума у Европској унији је обавезно кориштење тахографа са дигиталним очитавањем података. Модулацијом главе аналогног тахографа је омогућено њено уклапање у DIN слот на контролној табли чиме је олакшан прелаз на дигитални тахограф.

### Систем рада аналогних тахографа
Тахолистићи се праве од тешког папира са црном површином преко кога је превучен слој бијелог или неке друге свијетле боје воска на коме су одштампани релевантни бројеви. Танак слој воска се лако скида и открива се црна површина испод њега. Тиме је омогућено да се трагови остављају без кориштења мастила. Унутар листића се налази отвор који је центриран да би се осигурало да листић буде центриран и у унутар тахографа и да би се исписивали тачни подаци. На папиру се налази и простор за ручно уписивање података гдје се обично пише име возача, датум на који се лист односи, вријеме почетка и краја кориштења и регистарска ознака возила. Податке је ручно могуће уписати и на полеђини листића.
На листићу се истовремено праве три трага што се постиже кориштењем три писаљке или једном са вишеструком намјеном.
Траг најближи центру представља податак о пређеном путу. Писаљка се креће горе-доле правећи цик-цак трагове који се често зову V трагови. Потпуно скретање линије је сваких 5 km па свако потпуни V траг износи 10 километара. На тај начин се добијају подаци о пређеној километражи у току периода када је кориштен листић.
Централни траг представља активност возача. На основу тога трага се закључује да ли је возило у покрету, да ли возач врши неки други рад везан за возило или одмара. Ранији тахографи су представљали активност као танку линију у једној од четири области које су предвиђене за то. При томе се област ручно бирала. Касније су уведене аутоматске писаљке које су саме бирале област на основу тога да ли се возило креће или не. Такође постоји и разлика у трагу. Тако се при одмору прави најтањи траг, мања пауза уз расположивост за вожњу нешто дебљи, рад на возилу још дебљи и вожња најдебљи.
Траг најближи ивици листа је запис о брзини. На листу се налази скала за брзину и писаљка оставља траг на одговарајућој брзини којом се возило у том тренутку креће. Битно је да се максимална брзина која је означена на листићу поклапа или да буде већа од оне коју возило може да постигне.

## Дигитални тахографи
Дигитални тахографи биљеже податке на дигиталне картице које имају микрочип са флеш меморијом. Сваки возач треба да посједује своју личну картицу коју издаје за то надлежна институција. Картице чувају податке у виду  датотека и они се могу очитати у софтверу за анализу тахографа.
Ови тахографи су први пут кориштени у Мексику 1994, а њихова употреба је обавезна на територији Европске уније за возила која су првоизведена након 1. августа 2005. 

### Систем рада
Дигитални тахограф се заснива да одашиљачу који се налази у мјењачу брзина, главе тахографа и поменуте картице. Одашиљач производи електричне сигнале при промјени брзине које глава очитава као податке о брзини. Одашиљач и глава су електронски упарени што отежава неовлаштено мијењање података.
Заједно са подацима о брзини тахограф прима податке и о возачевој активности. Глава аутоматски пребацује на модул вожње при покретању возила и сама пребацује на друге модуле при промјени тог стања, али се модули одмора и паузе могу и ручно изабрати.

## Могућности варања
Из жеље да се избјегну казне због прекорачења брзине или времена вожње и пређеног пута за једног возача често се прибјегава начинима који омогућавају да тахограф даје погрешне податке. Листићи за тахографе се често не убацују одмах при почетку вожње, затим се блокира пут писаљке комадићем гуме или спужве, одашиљач се спаја на кратак спој, односно код аналогних тахографа прикључују се прегорјели осигурачи.